# Josip Bösendorfer
Josip Bösendorfer (Lukács, 1876. január 30. – Eszék, 1957. június 6.), horvát történész, múzeumigazgató.

## Élete
Josip Bösendorfer a Verőce melletti Lukács nevű faluban született 1876. január 30-án. A fiatalságáról nem sokat tudni, gimnáziumi tanulmányait Eszéken végezte. Már gimnazistaként írt verseket, és a Javor Diák Irodalmi Társaság titkára volt. Az érettségi után 1895-ben beiratkozott a Zágrábi Egyetem Bölcsészeti Karára, ahol történelmet és földrajzot tanult, egy magyar zászló elégetése miatt azonban még ebben az évben kénytelen volt Grazban, Bécsben és Prágában folytatni tanulmányait. 
Néhány jelentős cikke jelent meg Bécsben a Fremdenblattban és Wiener Allgemeine Zeitungban, valamint Zágrábban a Hrvatska domovina, és a Vienac című folyóiratokban a független Horvát Királyságról, a frankok és a horvátok harcáról Ljudevit Posavski idejében, valamint Görögország történetéről az 1821-es felkeléstől fogva. Közvetlenül a diploma megszerzése után, 1899-ben védte meg doktori disszertációját, melyet a Zrínyi-Frangepán összeesküvésről írt, majd a következő évben letette a professzori vizsgát.
Első tanári állása Zágrábban volt az 1898/99-es tanévben, majd egy év után visszatért
Eszékre ahol 1900 és 1916 között gimnáziumi tanárként dolgozott. 1917-ben a gimnázium igazgatójává nevezték ki, mely tisztséget 1922-ig töltötte be, amikor Svetozar Pribićević oktatási miniszter politikai okokból leváltotta. Nyugdíjba vonulásáig, 1932-ig továbbra is a gimnázium tanára volt, 1914 és 1939 között pedig városi képviselőként is tevékenykedett. Nyugdíjazása után a Mursai Régészeti Társaságban dolgozott, melynek gyűjteményét rendezte és több régészeti tárgyú dolgozat szerzőjeként is közreműködött. Franjo Buntak halála után 1941-ben átvette az eszéki Szlavóniai Múzeum igazgatói posztját. 1946-ban az eszéki erődben lévő helyiségbe költöztette. Bösendorfer a második világháború után is, egészen 1949-ig maradt a múzeum igazgatói posztjában és utána is a múzeumhoz kötődött, 1957. június 6-án bekövetkezett haláláig.

## Tudományos munkássága
Bösendorfer termékeny munkásságával és tekintélyes tudományos folyóiratokba írt cikkeivel már korán felhívta magára a tudományos közvélemény figyelmét. 1930-ban a müncheni, 1932-ben a bécsi, 1934-ben a jugoszláv akadémia tagjává választották. Leginkább Eszékhez kötődő műveket írt. Művei alapos forráselemzésen alapulnak és a tudományos feldolgozás legmagasabb szintjéhez tartoznak. „Crticama iz slavonske povijesti” (Vázlatok a szlavóniai történelemből) című művében (1910) lehetővé tette az olvasó számára, hogy teljes képet nyerjen Szlavónia történetéről a középkortól egészen az oszmánok bejöveteléig.
A szlavóniai topográfiának e részletes tárgyalása után már senki sem vitatta Bösendorfer munkásságának nagyszerűségét. Az utolsó nagy munkája az „Agrarni odnosi u Slavoniji” (Agrárkapcsolatok Szlavóniában), mindenekelőtt a feudalizmus fejlődésére világít rá a törökök megérkezéséig, második része pedig III. Károly és Mária Terézia szlavóniai urbáriumait tárgyalja a 18. században. Érdekes, hogy Bösendorfer több elismerést kapott ezért a munkájáért jogászok és közgazdászok körében, mint a történésztársaktól.
A történetírói munka mellett Bösendorfer érdeme, hogy megóvta a Szlavóniai Múzeum gyűjteményét azzal, hogy megakadályozta annak 1945 utáni Zágrábba költöztetését. Kutatómunkája megalapozta a szlavóniai történelem jövőbeli kutatását. Egyike volt azon keveseknek, akiknek volt ereje visszatérni szülőföldjükre. A legfényesebb alkotói időszakát
Eszéken töltötte abban a korban, amikor még nem volt jövedelmező a horvát történelemmel foglalkozni. Munkássága jelentősen hozzájárult a történetírás fejlődéséhez Szlavóniában.

## Főbb művei
- "Zavjera Petra Šubića-Zrinskoga, bana hrvatskoga (1664–1671)". Zagreb 1898
- "Kraljevska povelja kojom se Osijek povisuje na stepen slob. i kralj. grada". Osijek 1909
- "Crtice iz slavonske povijesti", Osijek, 1910
- "Kako je Osijek postao kr. i slob. grad 1809", "Narodna starina", 1929
- "Franjevci u Osijeku", Osijek, 1932
- "Počeci umjetnosti u Osijeku", Osijek, 1935
- "Slavonski spahija i kmet", "Spomenica M. Dolencu", Ljubljana, 1936
- "Liječništvo i ljekarništvo u Osijeku", Osijek, 1936
- "Nešto malo o našoj Baranji", Osijek, 1940
- "Agrarni odnosi u Slavoniji", Zagreb, 1950